# Magnifica Comunità degli Altipiani cimbri
La Magnifica Comunità degli Altipiani Cimbri (C12), (Toalkamou vodar Zimbarhoahebene in cimbro) è una comunità di valle della Provincia autonoma di Trento.
È stata istituita con la legge provinciale nº 3 del 16 giugno 2006 e comprende i comuni di Folgaria (prima appartenente al comprensorio della Vallagarina), Lavarone e Luserna (prima facenti parte del comprensorio Alta Valsugana).

## Geografia fisica
La comunità degli Altipiani cimbri confina ad ovest con la Comunità della Vallagarina (10), a nord con la Comunità Alta Valsugana e Bersntol (4), ad est e a sud con la Provincia di Vicenza. 
La comunità possiede un'identità territoriale (l'Altopiano di Folgaria, l'Altopiano di Lavarone e Luserna) e detiene anche una particolarità culturale legata alla lingua cimbra, rimasta esclusivamente attiva nell'enclave di Luserna.

## Storia
La Magnifica Comunità degli Altipiani cimbri fu istituita con la legge provinciale 16 giugno 2006, n. 3; fu istituita dal comune di Folgaria compreso precedentemente nel Comprensorio della Vallagarina e dai comuni di Lavarone e Luserna compresi precedentemente del Comprensorio Alta Valsugana.

### Simboli
Stemma: Scudo sannita diviso verticalmente in due parti uguali ed orizzontalmente in due parti a destra e tre a sinistra, riportanti rispettivamente una fortificazione sovrastata dalla montagna innevata e la ripresa degli elementi essenziali dell’emblema dei tre comuni che ne compongono il territorio; la mediana verticale è sovrastata da una maiuscola M riposta in chiave di volta. (D.G.P. 06/05/2011)
Gonfalone: A forma di scudo troncato di bianco e di azzurro, caricato dello stemma sorretto da due rami d'abete uniti da un fiocco di colore oro, con l'iscrizione in argento centrata recante in alto MAGNIFICA COMUNITA’ e in basso ALTIPIANI CIMBRI. (D.G.P. 26/08/2011)

## Assetto amministrativo
- Presidente: Isacco Corradi
- Vicepresidente
- Consiglio dei Sindaci
- Assemblea per la pianificazione urbanistica e lo sviluppo
- Inizio mandato: 18 agosto 2022

## Comuni appartenenti
- Popolazione: dati ISPAT aggiornati al 1º gennaio 2024
- Superficie: dati espressi in chilometri quadrati (km²)
- Altitudine: dati espressi in metri sul livello del mare (m s.l.m.)

| Stemma | Comune   | Popolazione | Superficie | Altitudine |
| ------ | -------- | ----------- | ---------- | ---------- |
|        | Folgaria | 3 175       | 71,63      | 1,169      |
|        | Lavarone | 1 203       | 26,32      | 1,174      |
|        | Luserna  | 267         | 8,20       | 1,333      |

- Dati Provincia TN, su tuttitalia.it.
- Dati popolazione ISPAT, su statistica.provincia.tn.it.

## Funzioni e organi
Dopo la riforma delle comunità di valle, tramite la L.P. 7/2022  la Magnifica Comunità degli Altipiani cimbri è così costituita. 
Il Presidente viene nominato dal Consiglio dei Sindaci, che è composto dai sindaci dei comuni di Folgaria, Lavarone e Luserna. La sua carica dura 5 anni, è il legale rappresentante della comunità e presiede il Consiglio dei Sindaci.
Sono delegati alla comunità di valle il servizio ACLI (Associazioni Cristiane Lavoratori Italiani), lo sportello periferico della provincia di Trento, il servizio socio-assistenziale, lo sportello linguistico, il PTC (Piano Territoriale di Comunità) e la Commissione per la Pianificazione Territoriale e Paesaggistica. 
Di ultima approvazione la delega della Commissione Edilizia e Paesaggistica dei 3 comuni.

## Tutela Linguistica
A fronte dell'esistenza della minoranza linguistica cimbra, insediata a Luserna, la Magnifica Comunità degli Altipiani cimbri ha al proprio interno, l'attività di Sportello Linguistico avente funzione di traduzione degli atti pubblici relativi alla comunità di Luserna, oltre ché quella di collaborare con le varie istituzioni territoriali ivi insediate per la tutela attiva della minoranza linguistica. 
La legge provinciale 16 giugno 2006, n. 3, che ha istituito le comunità di valle, prevede che lo statuto della comunità preveda specifiche disposizioni per assicurare la tutela e la promozione della popolazione cimbra. Inoltre il comitato esecutivo della comunità, se costituito (possibile solo se la comunità avesse almeno 6 comuni), può essere composto dal sindaco di Luserna a scelta del presidente.
La legge provinciale 19 giugno 2008, n. 6 prevede norme a tutela e promozione delle minoranze linguistiche locali. La Magnifica Comunità degli Altipiani cimbri ha il compito di accertare la conoscenza della lingua cimbra e il rilascio dei certificati di conoscenza con l'assistenza dell'Istituto culturale cimbro.

### Appartenenza linguistica
Secondo la rilevazione sulla consistenza e la dislocazione territoriale degli appartenenti alle popolazioni di lingua cimbra (RCDT) ISPAT del 2021, la popolazione della Magnifica Comunità degli Altipiani cimbri è per il 9,3% di lingua cimbra. Il 22,8% del totale dei rispondenti nella comunità ha dichiarato di comprendere la lingua cimbra, il 7,2 di saperla scrivere.